# Gare de Yongsan
Ne doit pas être confondu avec Yongsan (métro de Séoul).
La gare de Yongsan (hangeul : 용산 ; hanja : 龍山) est une importante gare ferroviaire de la ligne Gyeongbu. Elle est située, au 32 Jipyeongyeok-gil, Jipyeong-myeon, sur le territoire du district Hangpyeong, Province Gyeonggi en Corée du Sud.
Elle est en correspondance directe avec la station de métro Yongsan, desservie par la ligne 1 et la ligne Gyeongui-Jungang du métro de Séoul.

## Situation ferroviaire
La gare de Yongsan est située au pk 3,2 de la ligne Gyeongbu, entre la gare de Séoul et la gare de Yeongdeungpo.

## Histoire
La gare est mise en service le 8 juillet 1900.

La gare vers 1910
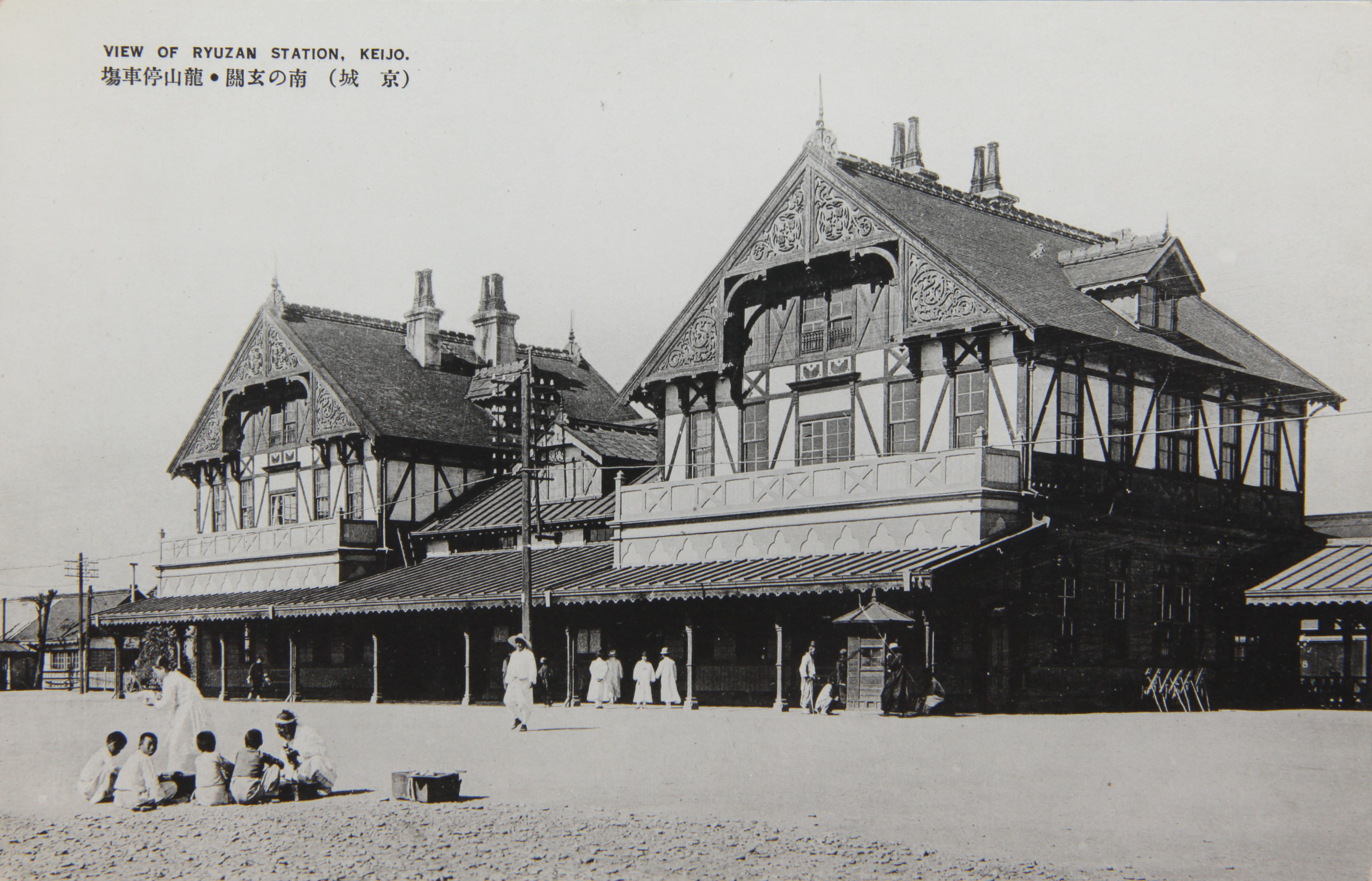
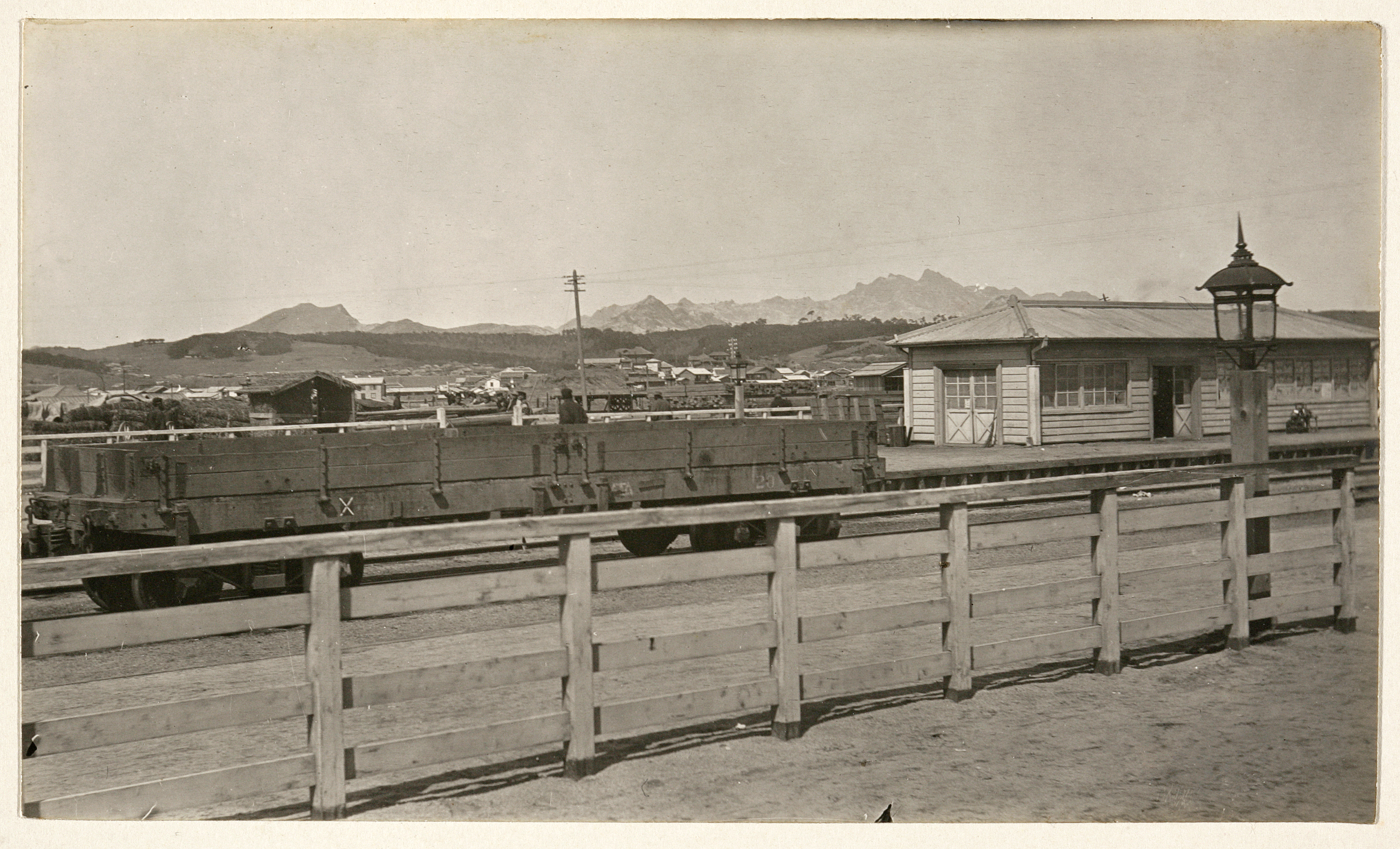
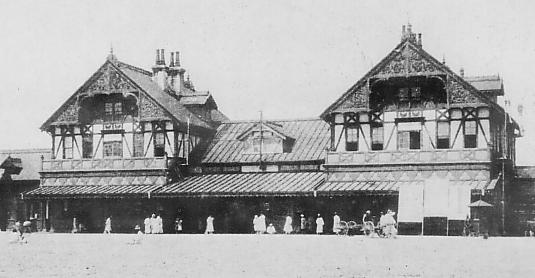

## Service des voyageurs

### Desserte
Yongsan est la gare de départ et d'arrivée de trains circulant notamment sans le Sud-Ouest sur la Ligne Honam, la Ligne du Jeolla et la ligne Janghang. Des Korea Train Express (KTX), des trains ITX-Saemaeul (en) et des Mugunghwa-ho.

Installations et desserte
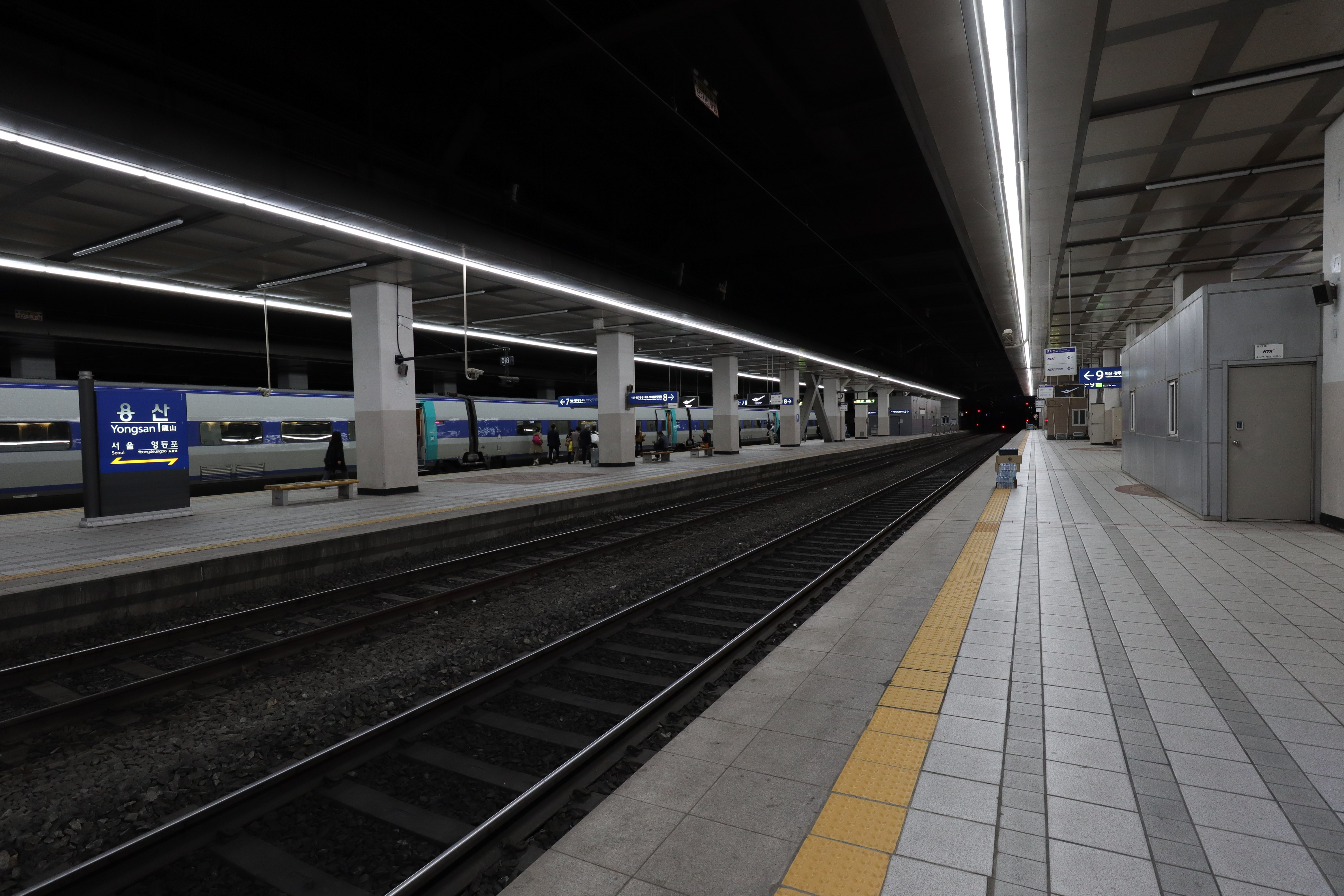
Les quais en 2023.
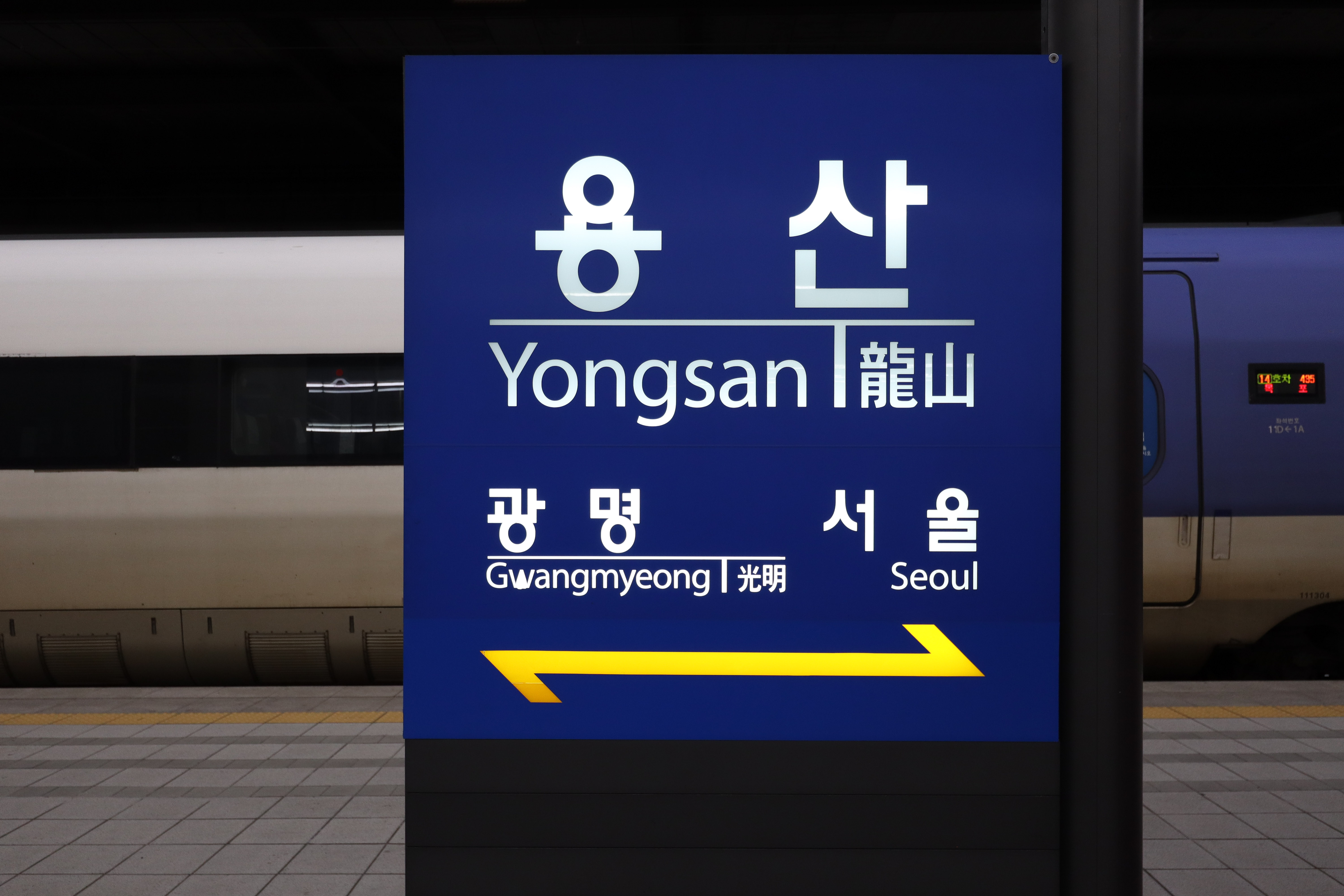
En 2023.
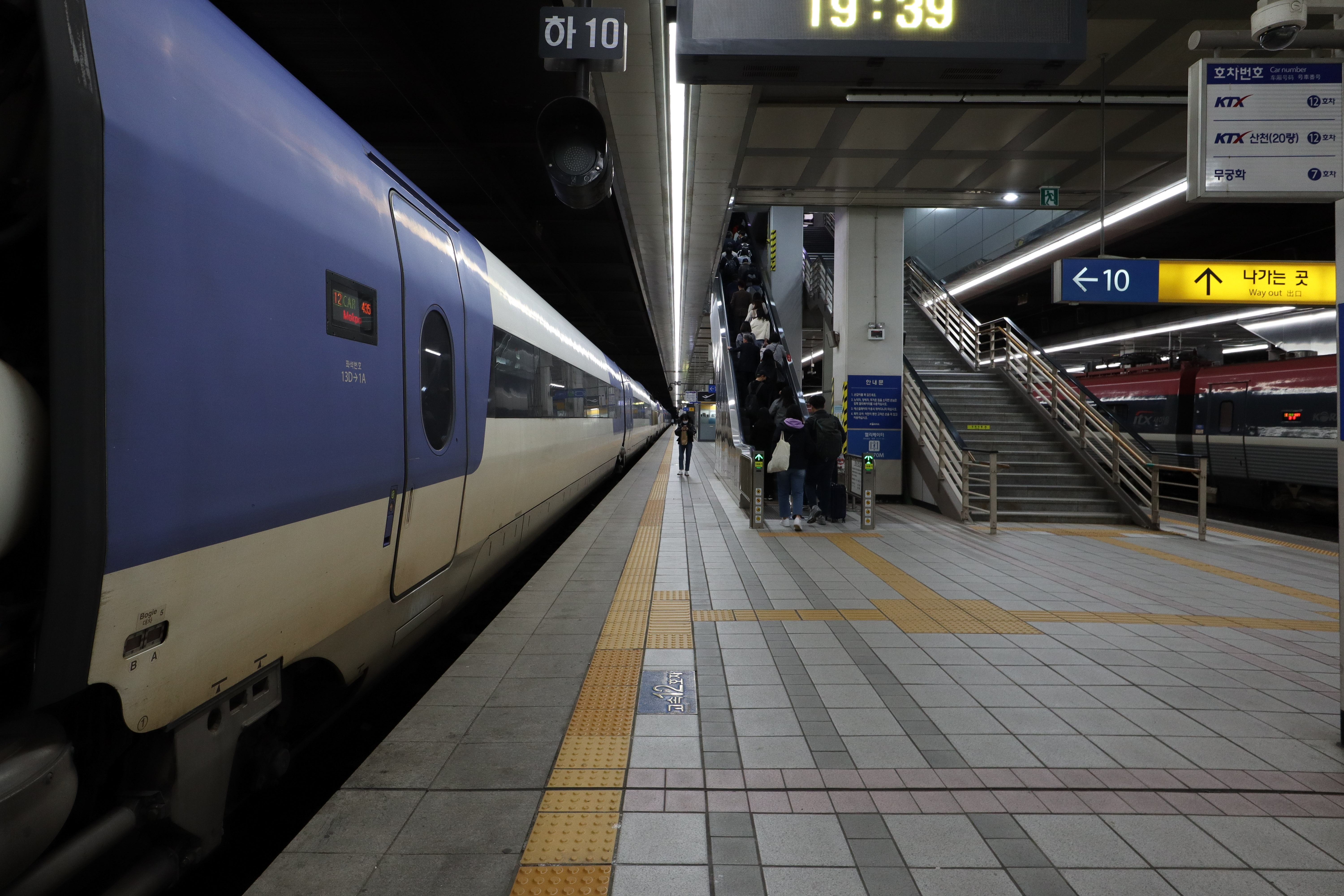
Train KTX en 2023.

### Intermodalité
La gare est en correspondance directe avec la station Yongsan, desservie par la ligne 1 et la ligne Gyeongui-Jungang du métro de Séoul.